# Lípa před kostelem v Opočně
Na Kupkově náměstí před bývalým kapucínským klášterem a kostelem Narození Páně v Opočně roste památná lípa malolistá (Tilia cordata). Jedná se o poslední lípu z bývalé aleje lemující celé náměstí.
- Výška stromu je asi 18 m
- Obvod kmene je 200 cm

Lípa je chráněna od roku 1999 pro svůj vzrůst a jako krajinná dominanta